# Коррупция в СССР
Корру́пция в СССР — социальное явление, которое не исчезло с крахом Российской империи и которое существовало с первых дней становления советской власти. Коррупция в разной степени была проблемой государственного управления на всех этапах истории СССР до самого последнего дня его существования.

## Описание и причины
Численность номенклатурных работников в Советском Союзе постоянно возрастала. В СССР было гораздо больше чиновников, чем до революции: на 1000 жителей в 1922 году их было 5,2 (для сравнения: в 1913 году — 1,63); в 1928 году — 6,9; в 1940 году — 9,5; в 1950 году — 10,2; в 1985 году — 8,7. При назначении кандидатов на государственные должности в СССР учитывались их биографии и характеристики, которые давали им партийные функционеры, что нередко определялось личными отношениями. Такие формальные анкетные критерии позволяли людям бездарным, карьеристам и с криминальными наклонностями попасть во властные структуры. Образованность, знание дела не относились к критериям, определяющим профессиональную пригодность, её подменял партийный билет. Поэтому к управлению государством пришли, в основном, малообразованные, некомпетентные, но преданные «делу партии» люди, готовые выполнять любое её решение без колебаний. Всё это расширяло возможности для злоупотреблений.

## Коррупция с 1922 по 1928 год
Поначалу взяточничество признавалось контрреволюционной деятельностью, и Уголовный кодекс 1922 года предусматривал за это преступление расстрел. Декрет СНК от 8 мая 1918 г. «О взяточничестве» стал первым в Советской России правовым актом, предусматривавшим уголовную ответственность за это преступление, а именно: лишение свободы на срок не менее пяти лет, соединённое с принудительными работами на тот же срок. Помимо лиц, виновных в принятии взятки, подвергнуться наказанию должны были виновные в даче взятки и подстрекатели, пособники и все прикосновенные к даче взятки служащие. Кроме того, не был забыт и классовый подход: если взяткодатель принадлежал к имущему классу и стремился сохранить свои привилегии, то он приговаривался к «наиболее тяжёлым и неприятным принудительным работам», а всё имущество подлежало конфискации.
Несмотря на жёсткость уголовных норм, в судебной системе и правоохранительных органах коррупция, благополучно перекочевав из царской России, продолжила своё существование и развитие буквально с первых дней советской власти. Так, в декабре 1917 года в Петрограде член следственной комиссии ревтрибунала Алексеевский практически открыто вымогал 5 тыс. рублей у директора ресторана «Медведь» за освобождение его предшественника. В 1926 году о злоупотреблениях судей в ЦК сообщает ОГПУ, среди прочего, в частности, анекдотический случай: «В с. Ново-Воскресеновка Амурско-Зейского района нарсудья 1-го участка Ершов пьянствовал у спекулянтки и контрабандистки Карчемкиной. После попойки Карчемкина пьяная ездила верхом на нарсудье, об этом стало известно всей деревне».
В период после НЭПа, из-за отсутствия легального частного предпринимательства, в СССР начинается формирование теневого бизнеса. Многие «теневики» были тесно связаны с миром коммерции периода НЭПа, но они представляли собой уже иной, отличный от нэповского тип частного предпринимателя. Непременными атрибутами этого нового социального типа были управленческая позиция и наличие неформальных контактов с непосредственным начальством, а также с ключевыми людьми из правоохранительных и контролирующих органов. У истоков российского теневого бизнеса в предвоенное десятилетие стояли братья Зильберги, Яков Глухой, Яков Рейх.

## Коррупция с 1928 по 1953 год
Борьба с коррупцией в СССР в сталинский период скорее декларировалась, чем велась на самом деле. Советские и партийные чиновники попадали под суд по коррупционным обвинениям только в случаях освещения их дел в прессе или в результате антикоррупционных кампаний для расправы с политическими оппонентами. Например, только один случай обвинительного приговора в суде для номенклатурного работника был обнаружен при изучении архивных материалов Ленинграда и Ленинградской области за 1945—1948 гг., несмотря на большое количество фактов хищений и злоупотреблений советскими чиновниками. Председатель райисполкома Райволовского района Слободкин провернул более 50 махинаций по продаже домов, оставшихся от выселенных с этой территории финнов, и предназначенных для заселения переселенцев на Карельский перешеек. Реакция руководства области на многочисленные обращения правоохранительных органов ограничивалась «воспитательной беседой». Только после появления заметки в «Ленинградской правде» от 18 октября 1946 г. областные власти пошли на более решительные меры. Слободкин и секретарь райисполкома Гричунко лишились должностей, и материал на них был передан в прокуратуру. Секретарь райкома, который также был причастен к махинациям, отделался взысканием по партийной линии. В других частях страны ситуация была похожей. Например, массовые случаи расхищения и присвоения материальной помощи от Красного креста и трофейного имущества руководителями советской Белоруссии в 1944—1947 годы были обнаружены в ходе многочисленных ревизий и проверок. О результатах проверок докладывали лично Сталину. По их результатам наказание за использование служебного положения получил лишь председатель райисполкома Левин, которому объявили строгий выговор и сняли с работы. Председателя Президиума Верховного совета Никифора Наталевича, признавшего факты присвоения, вызвали в Москву и провели нравоучительную беседу. Пока шли эти разбирательства и беседы, белорусские руководители продолжали масштабное самоснабжение. Несмотря на многочисленные факты незаконного присвоения имущества на сотни тысяч рублей и строительства частных дач за счет государства, глава республики Пантелеймон Пономаренко, как и другие руководители республики, не понёс никакого существенного наказания.
Главным качеством для номенклатурного работника были безграничная лояльность лично Сталину и способность беспрекословно выполнять указания, а не моральная чистоплотность. Профессор О. Хлевнюк приводит пример крайней политизированности решений по борьбе с коррупцией в высших эшелонах власти, когда Сталин лишь слегка пожурил первого секретаря ЦК КП Азербайджана М. Д. Багирова по фактам массовых случаев взяточничества и незаконного обогащения руководителей Азербайджана, выявленных Министерством государственного контроля в 1948 году. В дальнейшем Сталин существенно ограничил права Министерства госконтроля при проведении проверок ведомств и регионов. Другой показательный случай произошёл с маршалом Григорием Куликом, лично знакомым со Сталиным еще со времен обороны Царицына. На многочисленные жалобы с фронта в ставку и лично Сталину на некомпетентность и казнокрадство со стороны Кулика реакция последовала лишь в 1942 году:
Кроме того, ЦК ВКП(б) стали известны также факты, что Кулик во время пребывания на фронте систематически пьянствовал, вел развратный образ жизни и, злоупотребляя званием Маршала Советского Союза и зам. наркома обороны, занимался самоснабжением и расхищением государственной собственности, растрачивая сотни тысяч рублей из средств государства. В силу всего этого Политбюро ЦК ВКП(б) постановляет:
1. Исключить Кулика Г. И. из состава членов ЦК ВКП(б).

2. Снять Кулика Г. И. с поста зам. наркома обороны Союза ССР.Решение политбюро ЦК ВКП(б) от 24 февраля 1942 года
Наказание для Кулика ограничилось понижением в звании до генерал-майора и снятием с высоких должностей, но 1943 году он снова пошёл на повышение и ему доверили командовать армией, где он продолжил свое незаконное обогащение. Лишь летом 1946 года генерала-лейтенанта Кулика окончательно отправили в отставку по настоянию руководителей Главупраформа. Арестовали его 11 января 1947 года не за факты расхищения государственной собственности, а за негативные высказывания о Сталине. Коррупция была широко распространена и на низовых, региональных уровнях. Несмотря на колоссальную разницу в уровне жизни (месячный оклад секретаря горкома составлял 2800 рублей, бухгалтера 500 рублей, а уборщицы 260 рублей в том же горкоме в 1953 г.) и значительно лучшее обеспечение прочими благами в сравнении с простыми рабочими, коррупция среди руководители предприятий и партийных работников была делом повседневным и воспринималась как норма. Борьба с ней носила исключительно идеологический характер — лишь половина арестованных по коррупционным делам привлекались к уголовной ответственности, реакция власти на жалобы со стороны простых граждан ограничивалась выговорами для взяточников.
При Сталине взятки брали и деньгами, и натурой. «В 1947 год управлением милиции Ровенской области была арестована за взяточничество бывший следователь Ровенской городской прокуратуры Мазина. Мазина получила взятки от директора государственной мельницы № 3 г. Ровно Виюка — 470 кг муки за непривлечение его к уголовной ответственности по делу о расхищении муки; от владельца частного буфета в гор. Ровно Банникова — 8000 рублей за прекращение дела о нанесении им тяжелого ранения гр-ну Насенкову и от дезертира Побережного — 4000 рублей за прекращение на него дела». Коррупция затронула и высшие слои судейского сообщества. В мае-июне 1948 года проведенная в Башкирии сотрудниками Комиссии партийного контроля при ЦК ВКП(б) проверка показала, что

ряд работников Верховного суда Башкирии и зам. председателя Верховного суда злоупотребляли служебным положением, брали взятки и за это освобождали от наказания уголовных преступников, вместе пьянствовали с осужденными и привлеченными к уголовной ответственности. В эту преступную деятельность были втянуты и технические работники Верховного суда, которые предоставляли свои квартиры для встреч этих работников с преступным элементом и пьянок.
А в августе 1948 года решением Политбюро были отстранены от работы семь членов Верховного суда СССР, включая председателя высшего судебного органа страны Ивана Голякова и его зама Василия Ульриха. Одной из причин послужили факты злоупотреблений служебным положением некоторыми членами Верховного суда СССР и работниками его аппарата, которые за взятки снижали меры наказания и освобождали преступников. В судебной и правоохранительной системе главными посредниками в передаче взяток от подсудимых были адвокаты.
В 1948-49 гг. в СССР прошли три закрытых судебных процесса по коррупции. Из доклада прокурора СССР Григория Сафонова руководству страны следовало, что вся советская судебная система снизу доверху поражена коррупцией:

Докладываю, что за последнее время Прокуратурой СССР вскрыты многочисленные факты взяточничества, злоупотреблений, сращивания с преступными элементами и вынесения неправосудных приговоров и решений в судебных органах Москвы, Киева, Краснодара и Уфы. Расследованием установлено, что эти преступления совершались в различных звеньях судебной системы, а именно в народных судах, Московском городском суде, Киевском областном суде, Краснодарском краевом суде, Верховном суде РСФСР и, наконец, в Верховном суде СССР… Хотя следствие по этим делам ещё далеко не закончено, однако только по Москве арестовано 111 человек, в том числе: судебных работников — 28, адвокатов — 8, юрисконсультов — 5 и прочих — 70 … По делу Мосгорсуда арестована группа бывших членов Мосгорсуда, а именно: Гуторкина, Обухов, Праушкина и Чурсина, которая в течение последних двух лет являлась членом Верховного суда СССР, а также народные судьи Короткая, Бурмистрова и Александрова. Кроме того, арестован бывший председатель Московского городского суда Васнев. Как установлено следствием, все эти лица систематически, на протяжении нескольких лет, получали взятки по судебным делам, а также совершали всякого рода злоупотребления, причем были связаны между собой в своей преступной деятельности. … В Верховном суде РСФСР также вскрыты факты взяточничества и других злоупотреблений. Следствием установлено, что этим преступлениям способствовала нездоровая обстановка семейственности, существовавшая в аппарате Верхсуда.
Арестованный за систематическое взяточничество бывший старший консультант Верховного суда РСФСР Попов К. Т., объясняя обстановку, способствовавшую совершению им преступлений, показал:
Моим преступлениям способствовала обстановка работы Верхсуда РСФСР, я бы сказал, семейственная обстановка. Никто из руководящих работников Верхсуда не останавливал сотрудников, которые приходили к ним с разными просьбами по судебным делам за родственников, за знакомых и т. д. Если бы не существовало такой обстановки, то, конечно, никто бы не решился делать подобные дела…

Не обошла стороной коррупция и органы НКГБ — МГБ. В первые годы Советской власти она чаще всего выражалась в злоупотреблении служебным положением при конфискациях и арестах, более похожем на грабеж, и во взяточничестве. Отчасти это было связано с бедственным положением сотрудников. Начальник Прибайкальского облотдела Госполитохраны ДВР И. И. Клиндер в ноябре 1921 г. жаловался в инстанции, сообщая о нуждах голодных сотрудников, которым не платили жалованья и не давали пайка. Чекисты ходили обедать по знакомым, а Дальбюро ЦК РКП(б) «совершенно не старалось» удовлетворять их нужды и вынуждало чекистов самим находить средства, толкая тем самым на преступления. В те же дни начальник Забайкальского облотдела Госполитохраны Ю. М. Букау писал директору ГУ ГПО, министру внутренних дел ДВР и Дальбюро ЦК РКП(б) об отчаянном материальном положении работников, которые, не получая жалованья, «поголовно голодают и не имеют обмундирования».
Победили ли с помощью трех закрытых процессов (1948-49 гг.) коррупцию? Конечно нет. Ведь, к примеру, по делу Верховного суда СССР прокурор писал о двух судьях. А в решении Политбюро „О положении дел в Верховном суде СССР“ говорилось, что только за 1947 год было незаконно истребовано и пересмотрено 2925 дел. Вряд ли два человека могли справиться с таким потоком. Но главное в другом. Если судье разрешают преступить закон исходя из государственно-политических интересов, стоит ли удивляться, когда он преступит его исходя из личных?
В последующем коррупция в органах госбезопасности приобрела более разнообразные формы, затронув и её верхушку. В основе этого витка коррупции лежало личное обогащение. Например, во второй половине 30-годов в Тбилиси был даже открыт спецмагазин для реализации конфискованных при аресте у «врагов народа» вещей, которые приобретали за бесценок сами работники внутренних органов. В военные годы начальник отдела УНКГБ по Кировской области Ф. С. Лихачев, выселяя в 1944 г. население Чечено-Ингушетии и Кабардино-Балкарии, за присвоение вещей был арестован на 15 суток и уволен из «органов». В середине и в конце 1940-х годов основные факты коррупции среди сотрудников НКВД были связаны с «трофейным имуществом» конфискованным на территориях Европы и Маньчжурии, освобожденных в результате второй мировой войны.
Начальник Управления контрразведки ВМФ СССР в 1943—1946 гг. генерал-лейтенант П. А. Гладков был снят за незаконное расходование крупных государственных средств, присвоение автомобилей, нормируемых продуктов и промтоваров. Также он передал три автомашины в личную собственность своим замам — генералам Карандашеву, Лебедеву и Духовичу, организовал закупку в комиссионных магазинах и у частных лиц имущества для сотрудников управления контрразведки ВМФ на 2 млн 35 тыс. руб. В 1947 г. Гладков отделался административным взысканием. Начальник КРО УМГБ по Читинской области З. С. Протасенко в июне 1951 г. был исключен обкомом из партии за незаконный расход госсредств: работники КРО пьянствовали и растратили около 9000 руб., предназначенных для оплаты агентуры. Начальник отделения Транспортного отдела МГБ ст. Ашхабад А. Г. Кочетков в июле 1946 г. был исключен из партии и осужден на три года условно за присвоение госсредств: составил 10 ложных расписок от имени сексотов и получил по ним 2900 руб. Начальник Дубровинского РО УНКГБ-УМГБ по Тюменской области А. Д. Королев в апреле 1948 г. был обкомом партии снят с должности за присвоение госсредств (подделывал денежные документы, присвоив 7343 руб.) и как не справившийся с работой, а несколько месяцев спустя оказался под судом военного трибунала.
Были случаи, когда чекисты брали деньги за содействие в прекращении следственных дел. В 1950 г. по заявлению своего подчиненного был арестован взяточник-кадровик Кузнецов. «При проверке указанного заявления установлено, что Кузнецов, работая в органах МГБ и используя служебное положение, систематически брал взятки. В 1948 г. за взятку в сумме 12 тыс. рублей Кузнецов оставил осужденного Гринберга отбывать наказание в Московской области вместо высылки его в отдаленные районы страны. В 1947 г. получил 4800 руб. с Богомоловой, пообещав перевести осужденного её мужа из тюрьмы в лагерь, а затем досрочно освободить его…». Начальник отдела «А» УМГБ по Кемеровской области А. А. Царев в апреле 1952 г. обкомом ВКП(б) был исключен из партии за получение взятки под обещание помочь избавиться от наказания.
Особо выделяется период проведения конфискационной денежной реформы в 1947 году, которой воспользовалась большая группа чекистов для личного обогащения. Обладая информацией о грядущем обмене старых купюр на новые, они с помощью третьих лиц внесли сбережения, желая их сохранить, в сберкассы. Так, среди прочих, поступили начальник УМГБ по Свердловской области Т. М. Борщев, начальник Молотовского (Пермского) УМГБ генерал-майор И. И. Зачепа, начальник Управления охраны МГБ Южно-Сахалинской железной дороги и госморпароходства А. И. Воробин. Подполковник госбезопасности Г. Крайнов, обеспечивающий безопасность советского атомного проекта, на должности представителя Совмина СССР в лаборатории № 1 Харьковского физико-технического института АН УССР занимался спекуляцией автомобилями, а в период денежной реформы «поместил на текущий счёт… института под видом государственных средств свои личные деньги в сумме 25 тыс. рублей, а впоследствии взял обратно без переоценки их стоимости». Он также занимался спекуляцией автомобилями. После снятия с должности Крайнов получил работу в управлении МГБ Ульяновской области.
В денежную реформу 1947 года также многочисленные ответственные партийные работники пользовались своим служебным положением для махинаций с деньгами. Например, секретарь Глусского райкома КП(б) Демельштейн уговорил заведующего райсберкассой Стельмашенкову открыть сберкассу и принять вклады деньгами старого образца от ответственных работников района и их родственников на сумму в 224 тысячи рублей. На всех коммунистов, принимавших участие в незаконной сдаче личных денег, наложили лишь строгие партийные взыскания. Подобная картина наблюдалась повсеместно. Руководителей, незаконно спасавших свои деньги, слегка журили, а принявших деньги по их приказу банковских служащих — сажали.
Коррупция затронула и внешнюю разведку органов госбезопасности. Работникам внешней разведки было несложно скрывать расходование оперативных средств на собственные нужды. В справке Управления кадров МГБ СССР от 30 января 1947 г. указывалось, что бывший замначальника 4-го управления МГБ генерал-майор Н. И. Эйтингон, «в числе других руководящих работников допустил возможность использования не по прямому назначению продуктов и денежных средств, предназначенных на оперативные цели», по поводу чего руководство МГБ «в отношении Эйтингона ограничилось разбором и внушением». Уполномоченный опергруппы МГБ на Ляодунском полуострове В. Г. Случевский в феврале 1949 г. был исключен из партии за то, что брал взятки с арестованных корейцев из Южной Кореи. Советник МГБ в Чехословакии полковник В. А. Боярский в феврале 1952 г. получил партийный выговор за «излишества в расходе средств на бытовое обслуживание себя и своего аппарата».
Одним из наиболее известных примеров коррупции в сталинском СССР стало дело Н. М. Павленко, который, используя коррупционные связи, в течение десяти лет (1942-1952) руководил фиктивной организацией «Управление военного строительства» (УВС), подчинённой Наркомату оборону СССР, а затем Министерству Вооружённых Сил СССР, которая занималась строительством шоссейных и железных дорог. Сотрудники организации носили военную форму и имели стрелковое оружие. Сам Павленко носил форму пооковника. УВС удалось встроиться в послевоенную систему народного хозяйства — в частности, организация имела официальные счета в Государственном банке и Промышленном банке.

## Коррупция после 1953 года
Очередной виток развития коррупции пришёлся на вторую половину срока нахождения Брежнева у руля страны. Его стиль руководства со склонностью к внешним проявлениям власти, к распределению кормушек, снисходительное отношение к недостойному поведению некоторых ближайших родственников и выдаче наград даже самому себе стимулировал и других следовать также. Руководители среднего уровня теперь уже не удовлетворялись служебной дачей, но, запуская руки в государственную казну, строили личные загородные дома, оформляя их на имя детей или внуков. Атмосфера брежневской эпохи благоприятствовала предосудительному поведению, действуя разлагающе на все слои населения. Но на самом деле основная ответственность, лежавшая на Брежневе и его сподвижниках по руководству, была связана не столько с этикой, сколько прежде всего с политикой. На съездах партии Брежнев даже осуждал «алчность, коррупцию, паразитизм, пьянство, ложь, анонимки», но представлял их как пережитки прошлого, изображая настоящее как триумфальную победу идей социализма и коммунизма. Как вспоминал генерал КГБ А. Г. Сидоренко, Андропов не раз направлял Брежневу оперативные материалы о лихоимстве некоторых партийных деятелей, но обычно они возвращались с пометкой: «Доложено, уничтожить».
Пребывание у власти стало настолько прибыльным, пишет Д. Ф. Бобков, что «в некоторых республиках существовала даже определённая такса на получение партбилета». «В южных республиках, — пишет А. И. Гуров, — должность секретаря обкома стоила полмиллиона рублей, должность начальника УВД — 300 тысяч. Работника ГАИ — от трех до пяти тысяч». Торговля партийными билетами и должностями свидетельствовала о сращивании криминальных структур со структурами государственной и партийной власти, в том числе со структурами органов правопорядка. А. И. Гуров пишет, что в 70 — 80-е годы у криминального подполья «свои люди были в городских, областных советских и партийных органах, а отдельные из них уже передвинулись в аппарат Совмина и ЦК КПСС».
Коррупция и казнокрадство были обнаружены в Министерстве торговли РСФСР, МВД СССР, в Министерстве внешней торговли СССР, в Министерстве заготовок СССР, в Министерстве лёгкой промышленности РСФСР, в Министерстве культуры СССР. Причём, когда министр культуры СССР Е. Фурцева «была уличена в том, что строила личную дачу из материалов, которые выделялись на реконструкцию Большого театра» и «её упрекнули в этом на Политбюро, она вспыхнула и бросила в лицо сидевшим: „Нечего меня обвинять, на себя посмотрите!“». Вот только некоторые данные, извлечённые из печати и характеризующие стоимость описанного имущества или же обнаруженных при обыске ценностей: директора двух московских магазинов А. М. Кольцов и М. Л. Водовозов — 650 тыс.. руб., А. Г. Тарада, заместитель министра СССР, бывший второй секретарь Краснодарского крайкома — 450 тыс. руб., Тодуа, директор фармакологического техникума в Грузии — 765 тыс. руб., Кантор, директор универмага «Сокольники» — около 1 миллиона, Сушков, заместитель министра внешней торговли СССР — 1,5 млн руб., министр рыбной промышленности A. A. Ишков и его заместитель Рытов — 6 млн руб. и 1 млн долларов.
Если с 1963 г. отрицательным стал общий баланс внешней торговли СССР сельскохозяйственными продуктами, то с 1975 г. и баланс торговли хлебом. За четверть века с 1961 по 1985 г. СССР переплатил за сельскохозяйственные продукты 150 млрд долл. «Я хорошо знаю, — писал А. Н. Яковлев, — что в системе импорта зерна сложилась взаимозависимая и хорошо организованная государственная мафиозная структура».
Первым громким коррупционным делом советского периода стало, при Хрущёве, «ленинградское дело» (начало 60-х, см. Фрол Козлов), далее последовало дело фирмы «Океан» (конец 70-х). Из расследования этого уголовного дела было инициировано так называемое Сочинско-краснодарское дело, одним из обвиняемых по которому проходил первый секретарь Краснодарского крайкома КПСС, член ЦК КПСС Медунов. Борьба со взяточничеством и злоупотреблениями органов власти активизировалась с приходом на пост Генсека Юрия Андропова в конце 1982 года, тогда были начаты знаменитое «хлопковое» дело и дело Моспродторга («Елисеевское дело»), по которому был расстрелян директор Елисеевского гастронома Юрий Соколов.
На рубеже 70-х — 80-х годов, на бытовом уровне, с нарастанием дефицита товаров, и, в частности, товаров качественных, модных и современных, коррупция пустила наиболее глубокие корни в системе торговли. Престижными становятся профессии грузчиков и рубщиков мяса, в народе ценилось знакомство с работниками торговли и посредниками, имеющими на них выход («сидели на дефиците»). Этот порок высмеивался в сатирических рассказах, выступлениях юмористов со сцены, в кинокомедиях, но оставался неискоренимым до будущей либерализации цен 90-х.
В эпоху перестройки коррупция в высших эшелонах власти стала одной из наиболее резонансных тем. Всесоюзную популярность приобрели московские следователи Тельман Гдлян и Николай Иванов, расследовавшие «хлопковое» дело ещё при Андропове. В 1989 году после открытого заявления о взяточничестве в Политбюро, оба были отстранены от следственной работы за клевету, исключены из КПСС и примкнули к демократической оппозиции.
В СССР до начала 80-х годов тема коррупции открыто не поднималась. Простым гражданам навязывалось мнение, что коррупция для социалистического строя является нехарактерным явлением и присуща только буржуазному обществу. О том, что с середины 1950-х годов до 1986 года регистрируемое в уголовной практике взяточничество возросло в 25 раз, как противоречащий этой догме факт, не сообщалось.
Согласно докладу ЦРУ 1985 г., Брежнев создал благоприятную среду для коррупции путем упора на стабильность кадров, отказа от методов террора Сталина и хаотическо-импульсивных политик Хрущева. Отмечалось, что снижение темпов роста экономики в 70-х стимулировало появление черного рынка, а возросшая конкуренция за поступление в вузы привела к увеличению взяток для поступления. В последние годы Брежнева обеспокоенность уровнем коррупции среди элиты, особенно беспартийной, росла, и многие полагали, что коррупция становится серьезной проблемой на всех уровнях системы.
Согласно тому же докладу, Андропов, став руководителем страны, пытался применять антикоррупционные меры, главным образом, через принуждение: увеличивая издержки коррупционного поведения через неотвратимость наказания и его суровость. Кампания ослабла во время правления Черненко, однако ее возобновил с новой силой Горбачев.
Михаил Горбачев, как указывает ЦРУ, открыто подверг критике злоупотребления властью и призвал КПСС избавиться от «моральных дегенератов». При этом ЦРУ полагало, что Горбачев не будет проводить системные изменения, так как они не желаемы и невозможны политически. Несколько региональных и республиканских партийных пленумов в апреле 1985 г. призвали к приверженности кадровой политики, исключающей злоупотребления властью, кумовство и карьеризм. Отмечалось, что после обвинений в коррупции номенклатурных чиновников не переводили на другую работу того же уровня, а понижали в должности.

## Зарубежные оценки
Согласно докладу ЦРУ 1985 г., агентство проводило опросы советских эмигрантов на предмет того, нужен ли им был блат (pull), чтобы получить первую работу. Если среди искавших работу в 30е годы таких было 10-15 %, то среди искавших в конце 70х таких было уже 50 %.
Согласно донесению агента ЦРУ от января 1954 г., рассекреченному в 2001 г., ключевые должностные лица почти никогда не преследовались за коррупцию, а когда это происходило, то такие действия обычно были вызваны политическими причинами. Агент полагал, что плохие жилищные и рабочие условия были причинами коррупции бюрократов.
Согласно докладу Офиса советского анализа ЦРУ от декабря 1982 г., отмечался рост обеспокоенности советской элиты о безудержной (rampant) коррупции по всей советской системе. Многие официальные лица боялись, что коррупция подрывает легитимность режима в глазах граждан. При этом отмечалось, что если использовать определение коррупции как использование власти для продвижения личных целей, то почти всю советскую элиту можно считать коррумпированной. В документе отмечается о неких свидетельствах, что в предыдущие годы взяточничество и хищения среди элиты стали настолько вопиющими, что свидетельствует об ослаблении установленных норм поведения. Отмечалась кастовая ментальность элиты, стремящейся передать привилегии детям. Например, Брежнев продвигал по службе своих зятьев и своего сына, несмотря на сообщения об их вовлечении в коррупцию. Отмечается начатая в 1981 г. антикоррупционная кампания, которая использовалась членами Политбюро как средство борьбы с политическими оппонентами. Указывается, что Андропов, имеющий репутацию незапятнанного в коррупции, использовал антикоррупционную кампанию для усиления своего веса.
Доклад того же офиса ЦРУ от августа 1985 г. отмечал, что антикоррупционная кампания длилась уже четыре года, и что эта кампания стала ключевой темой советской внутренней политики и центральной проблемой политики руководства страны. ЦРУ предполагало, что особое внимание к коррупции советское руководство решило оказать после кризиса в Польше, считая, что коррупция подорвало доверие населения к местной компартии. Также, по мнению разведки, советские элиты хотели усилить дисциплину в обществе и получить как экономический, так и пропагандистский эффект. Большую роль в антикоррупции, чем раньше, стало играть КГБ. ЦРУ отмечало, что кампания улучшила моральный дух и популярность режима среди населения и элит, особенно среди молодых, технократических кадров. Произошло определенное омоложение кадров через антикоррупционные чистки.